# Vau d'Oronaia
Vau d'Oronaia (en francès, Val-d'Oronaye) és, des de l'1 de gener de 2016, un nou municipi francès, fronterer amb Itàlia, situat al departament dels Alps de l'Alta Provença i a la regió de Provença-Alps-Costa Blava, sorgit de la fusió dels dos municipis de L'Archa i Maironas.
La seva creació va ser oficialitzada pel decret prefectoral núm. 2015-348-029 del 14 de desembre de 2015.